# Adel
 Der er for få eller ingen kildehenvisninger i denne artikel, hvilket er et problem. Du kan hjælpe ved at angive troværdige kilder til de påstande, som fremføres i artiklen.

Adel er en betegnelse på den højeste samfundsklasse i et land, der historisk nød en del privilegier og oprindelig havde visse forpligtelser. Adel har eksisteret i mange århundreder og i mange civilisationer, bl.a. hos ægypterne, inderne, araberne og i det romerske rige.

## Adel som klasse
I Danmark hævede en række ansete mænd sig allerede omkring år 1000 over bønderne. De beklæder stillingen som styresmænd, en position, der nedarves på mandssiden. Herunder hører hirdmændene, kongens huskarle, som har svoret ham troskabsed. De to klasser smelter sammen i løbet af valdemarstiden, og rammerne udvides.
Der opstår en ny klasse, som forpligter sig til at yde krigstjeneste mod at slippe for de faste skatter der indførtes. De blev kaldt "herremænd", hvad tiden selv forstod som "herrens mænd".

### Krigsadel
I løbet af middelalderen blev kongerne mere afhængige af herremændene, fordi krigene førtes med ryttere, og der byggedes borge. Herremændene søgte at begrænse kongens magt med håndfæstninger. Der opstod magtkampe mellem konge og adel, og riget var ved at gå sin opløsning i møde i de første årtier af 1300-tallet, hvor den holstenske adel under grev Gerhard var ved at overtage magten i Danmark. Under Valdemar Atterdag og Margrete 1. stabiliseredes kongemagten på adelens bekostning, og mange adelsborge sank i grus.
Adelen gik fra nu af over til at være en fødselsadel, og adelsvåbnet kom til at spille en væsentlig rolle. Fra omkring 1525 blev det den påbudt at antage familienavn. Herremændene kunne opkræve bøder af deres undergivne og fik til stadighed udvidet jurisdiktionen over dem.

### Adelsvælde
I løbet af 1400-tallet opnåede adelen en række privilegier, og under Grevens Fejde i 1500-tallet lykkedes det med nød og næppe foreningen af kongemagt og adel at knuse bøndernes oprør. Det bragte for alvor de to parter sammen, og fra da af blev adelen i langt højere grad statens og kongens tjenere og kunne herved fortsat sikre sine privilegier.
Den teknologiske udvikling inden for krigsvæsenet havde medført at den højt specialiserede ridder til hest var blevet umoderne, og det samme gjaldt hans murede borg. Krudtet og skydevåbnenes udvikling havde gjort dem værdiløse.
Adelen begyndte nu en ny livsstil. Den satte sig på de store og velaflagte stillinger i det begyndende/voksende embedsmandsapparat som rigsråder eller lensmænd. Andre studerede. Mange omgav sig med stor luksus, og der blev bygget pragtfulde herregårde.
Reglerne for adelens kvinder var strenge. Lod en adelsdame sig forføre, var hendes værge forpligtet til at holde hende indespærret for livstid og overtage hendes gods. Undlod han det, skulle slægten eller lensmanden gribe ind. (Kalundborgske reces af 1576 art. 12.) En adelsdame, der giftede sig med en borgerlig, mistede sit adelige navn og våben. Brugte hun dem alligevel, kunne enhver af slægten sætte hende under tiltale og afkræve hende 50 Rigsdaler hver gang. (Forordning af 29. september 1641 art. 1, Store reces 2-2-1.)                        

### Adel under enevældet
Da ulykkerne begyndte at vælte ind over Danmark i slutningen af Christian 4.s regeringstid, blev adelen hårdt ramt, og faldet blev endeligt beseglet under Frederik 3., da enevælden blev indført i 1660. Fra at have været Europas måske mest privilegerede stand blev den danske adel den måske mindst privilegerede. Den havde hverken særadgang til embeder eller skattefrihed. Da adelen i 1670 fik skattefrihed for hovedgårdstaksten, blev det snarere en byrde, da der dermed fulgte pligten til stå inde for fæstebøndernes skatter. Inden år 1700 var størstedelen af det danske adelsgods gået over på nye hænder.

### Lens-adel
For at kaste ny glans over kronen begyndte kongerne at skaffe sig en ny hofadel ved at adle borgerlige og naturalisere udenlandske adelige, og i 1671 indførte Christian 5. en ny form for højadel bestående af lensgrever og lensbaroner med langt mere udstrakte privilegier, end den gamle adel var i besiddelse af. Adelen havde fået et helt nyt præg. Den var helt afhængig af kongens nåde, var udstyret med store æresrettigheder og sociale privilegier. Den var især repræsenteret ved hoffet, i officerskorpset og på de højere embedsposter. Især højadelen havde fået et tysk præg.
Den gamle adel -uradelen- var ikke udelt begejstret for det nye blod i denne brevadel... som det fremgår af en formastelig satire "Grevens og Friherrens Komedie"

### Adel uden privilegier
Grundloven i 1849 ophævede "enhver i Lovgivningen til Adel, Titel og Rang knyttet Forret", og ved lensafløsningen i 1919 overgik de eksisterende grevskaber, baronier og stamhuse til fri ejendom.
Adelen i Danmark i dag består af 189 slægter med ca. 5.000 personer. En fortegnelse findes i Danmarks Adels Årbog.

## Adelskab
Adelskab er baseret på salisk lov, således at det kun arves fra den agnatiske afstamning (sværdsiden), dvs. faderen (der er dog undtagelser).
Danmark tilhører den tysk-nordiske kulturkreds, og det er den tyske adelsret og tysk skik der er gældende. Den tysk-nordiske adelsret afviger lidt fra fx den angelsaksiske bl.a. ved at alle medlemmer af en slægt i princippet anses som lige, og alle medlemmerne erholder adelig status og eventuel titel (med nogle få undtagelser), medens det i Storbritannien kun er slægtens hovedmand, der arver den egentlige titel; det gælder også for de i Sverige efter 1809 adlede. Det er kun juridisk at deres søskende ikke anses for adelige. I Sverige og Storbritannien tages de med i adelskalendere og årbøger.
Adelen i Storbritannien forveksles ofte med the Peerage, men den var den politisk-juridiske adel og en del dommere og gejstlige. Adelen omfatter også der de politisk-juridiske adelsfamilier, riddere (knights), baronetter (baronets; arvelige riddere) og landadel (gentry). Nogle af dem har titler som Lord, Lady og Sir.
I Storbritannien er højadelen inddelt i the Peerage, med fem forskellige grupper: 1) duke (hertug), 2) marquess (markis), 3) earl (greve), 4) viscount (adelsmand med rang mellem greve og baron) og 5) baron (baron; lord i Skotland).
I Storbritannien hedder en greve earl, og ordet count bruges kun om en greve der ikke hidhører fra Storbritannien. En earls hustru hedder imidlertid countess.
Der findes i dag ca. 900 svenske adelsslægter. De fleste norske adelsslægter uddøde ca. 1500, men Norge har en lille adel fortrinsvis af danske adelsslægter (Se norske adelsslægter). I Finland findes 148 nulevende adelsslægter.
Ud over dem findes 26 finske adelsslægter uden for Finland.
De allerfleste adelige har ikke titler. I Danmark fører den nye højadel efter enevældens indførelse titler som baron, lensbaron, greve og lensgreve. De udgør højadelen sammen med den gamle rigsrådsadel, dvs. de mest betydningsfulde gamle adelsslægter, der sad i Rigsrådet. I andre lande føres et væld af andre titler, som fx hertug og fyrste. En jarl var i Danmark kongens stedfortræder, og den danske kong Knud tog denne titel med sig til England i 1028. Den blev erstattet med baron af Vilhelm Erobreren, indtil earl blev genindført i 1300-tallet. Senere kom viscount-titlen imellem.

### Højadelige titler
| Dansk                           | Norsk             | Tysk                           | Svensk                      | Italiensk | Spansk   | Fransk  | Engelsk                  | Portugisisk | Hollandsk | Finsk                        |
| ------------------------------- | ----------------- | ------------------------------ | --------------------------- | --------- | -------- | ------- | ------------------------ | ----------- | --------- | ---------------------------- |
| Fyrste Titlen Prins findes også | Fyrste            | Fürst Titlen Prinz findes også | Furste                      | Principe  | Príncipe | Prince  | Prince                   | Príncipe    | Prins     | Ruhtinas                     |
| Hertug                          | Hertug            | Herzog                         | Hertig                      | Duca      | Duque    | Duc     | Duke                     | Duque       | Hertog    | Herttua                      |
| Markis/Markgreve                | Marki             | Markgraf                       | Markis                      | Marchese  | Marqués  | Marquis | Marquess, marquis        | Marquês     | Markgraaf | Markiisi, rajakreivi         |
| Greve                           | Greve             | Graf                           | Greve                       | Conte     | Conde    | Comte   | Earl (Udenfor UK: Count) | Conde       | Graaf     | Kreivi                       |
| Intet tilsvarende               | Intet tilsvarende | Burggraf                       | Intet tilsvarende           | Visconte  | Vizconde | Vicomte | Viscount                 | Visconde    | Burggraaf | Varakreivi                   |
| Baron (friherre)                | Baron (friherre)  | Freiherr (Baron)               | Friherre (I tiltale: baron) | Barone    | Barón    | Baron   | Baron (I Skotland: Lord) | Barão       | Baron     | Vapaaherra I tiltale: Paroni |

### Lavadelige titler
| Dansk  | Norsk  | Svensk  | Tysk   | Italiensk | Spansk    | Fransk    | Engelsk | Portugisisk | Hollandsk | Finsk    |
| ------ | ------ | ------- | ------ | --------- | --------- | --------- | ------- | ----------- | --------- | -------- |
| Ridder | Ridder | Riddare | Ritter | Cavaliere | Caballero | Chevalier | Knight  | Cavaleiro   | Ridder    | Ritari   |
| Væbner | Væpner | Väpnare | Junker | Scutare   | Escudero  | Écuyer    | Esquire | Escudeiro   | Jonkheer  | Junkkari |

De danske titler lensgreve og lensbaron kan ikke placeres uden videre i dette system. Titlerne betyder at indehaveren har fået tildelt et len af kongen, i modsætning til dem, der kun er titulære grever eller baroner.

## Adelens status
I Danmark er adelen ikke afskaffet i 1849, kun dens forrettigheder. Titlerne er alt, hvad der er tilbage. Nye titeltildelinger forekommer også lejlighedsvis efter 1849.
Spanske titler kan være af Kastilien, Katalonien, hele kongeriget eller grandee af 1., 2. eller 3. klasse. Disse grandeer kan være ubetitlede, og en ubetitlet grandee er altid af højere rang
end en kastiliansk, katalonsk eller kongerigsk adelsmand, selv om denne skulle være hertug.
Dette gælder uanset klasse på Grandeen.
Riddere kaldes i Spanien hidalgos.
I Italien er adelen afskaffet, men der findes byadelskab, landskabsadelskab, savoyisk adelskab, pavelig adelskab og siciliansk adelskab. Disse titler er nu en del af navnet.
I Tyskland og Østrig er adelen afskaffet i 1919. Titler er nu en del af navnet i Tyskland, men også afskaffet i Østrig.
I Frankrig er adelen afskaffet, og hvem som helst kan kalde sig hvad som helst, men der fandtes to hovedformer i l´ancien regime og Regime Napoleon.
I Belgien, Luxembourg og Holland findes fortsat som i Spanien og Storbritannien adel og adling.
I Sverige forsvandt adelens politiske rettigheder i 1866, adling blev ophævet i 1974 (dog blev den sidste mand adlet i 1904) og de sidste forrettigheder forsvandt i 2003 (dog var disse forrettigheder ikke reelle), så adelens status er lige som den i Danmark fra 1.juli 2003.
I Norge blev adling afskaffet 1814 og alle titler i 1821 (dog kunne dem med titler i 1821 beholde dem livet ud).
I Finland blev adelens politiske magt afskaffet 1905, adlingen 1918 (sidste adling 1912), og forrettighederne ophævet 1918. Titler kan de bruge som i Sverige og Danmark.
I Portugal blev adelens politiske magt afskaffet 1822, og adelens forrettighederne ophævet 1910, når landet blev en republik. Titler kan de bruge.
Mærkeligt nok giver courtouisen (høflighedsformer ved hoffet) udslag i titelbrug. I Sverige bliver en tysker, der i navnet er Prinz, benævnt prins ved det Kongelige Hof (specielt hvis han er gift med en svensk prinsesse). Det samme gælder i Norge; en udenlandsk adelstitel bliver accepteret ved Det Kongelige Hof, selv om ingen nordmand tillades at bruge sin families titler.

## Publikationer
- Dansk Adels Forening udgiver Danmarks Adels Aarbog (DAA)